# جان میراک
جان میراک یا هُوْهانِس میراگ (ارمنی: Հովհաննես Միրագ؛ ۱۱ مارس ۱۹۰۷ – ۳۱ ژانویهٔ ۲۰۰۰) یک کارآفرین ارمنی‌تبار اهل ایالات متحده آمریکا بود.

## زندگی‌نامه
وی در ۱۱ مارس ۱۹۰۷ در ناحیه آرابکیر در ارمنستان غربی به دنیا آمد. پدر و مادر وی در حین نسل‌کشی ارمنی‌ها کشته شدند و در سال ۱۹۲۰ به ایالات متحده آمریکا مهاجرت کرد و با آرتمیس میراک که وی نیز از نجات یافتگان نسل‌کشی ارمنی‌ها بود ازدواج کرد.
وی در ۳۱ ژانویه ۲۰۰۰ در سن ۹۲ سالگی بر اثر سکته مغزی در برلینگتون، ماساچوست درگذشت.